# 劉文質 (北宋)
劉文質（965年—1028年），字士彬。北宋保州保塞（今河北保定）人。簡穆皇后的侄子。
劉文质的姑母是宋太祖赵匡胤的祖母。其父劉審琦曾任虎牢关關使，在征讨李重进时战死。文質生於宋太祖乾德三年（964年），自幼隨母進宮。宋太宗授以左班殿直，升遷為西頭供奉官、寄班祗侯。皇帝对他的忠谨很赏识，赐以白金百斤。咸平四年（1001年）九月，李继迁攻陷清远军，因主帥楊瓊按兵不動，文質受牽連，以“逗撓不前”罪而丢官，發配到雷州（今广东海康）。景德二年（1005年）宋遼議和，遇恩赦還，起用爲太子率府率、杭州駐泊都監。天禧中期，知代州，再升迁内園使、知邠州（今陕西彬县）。宋仁宗天圣六年（1028年）卒。好友苏舜钦为其作墓志。有子十六人，較知名有劉渙、劉滬。